# Kolonádní most (Piešťany)
Kolonádní most (slovensky Kolonádový most, neformálně také Skleněný most (slovensky Sklený most)) je Národní kulturní památka Slovenské republiky nacházející se ve městě Piešťany nad řekou Váh. Dílo architekta Emila Belluše patří k vrcholu funkcionalistické architektury Slovenska. Je nejdelším krytým mostem na Slovensku.

## Vznik mostu
S myšlenkou postavit most přišel nájemce piešťanských lázní Ľudovít Winter. Požadoval most s úzkou vozovkou, který by byl před nepřízní počasí krytými stezkami se zakomponovanými obchody. Spodní část projektoval švýcarský inženýr Schwartz, vrchní nadstavbu Emil Belluš. Větší problém nastal při projekci vrchní části mostu. První projekt počítal se dvěma tunely po stranách a s vozovkou uprostřed. Winter tuto myšlenku zavrhl, protože v tunelech by byl průvan a lidé by na sebe neviděli. Na doporučení Ing. Liewalda vyhledal mladého třicetiletého slovenského architekta Emila Belluše, který pomocí Winterových připomínek vyřešil problém nástavby. Uměleckou výzdobu skel vytvořil Martin Benka. Stavbu realizovala firma Pittel a Brausewetter v letech 1930–1933. Náklady na stavbu mostu přesahovaly částku 3,10 milionu Kčs.
Název Kolonádní vystihuje jeho vrcholně společenskou funkci, místa setkávání a oddechu, korza pro pacienty – infanteristy, jak říkal Belluš, tak pro návštěvníky lázeňského ostrova. V zásadě technické dílo, bezbariérový pěší most se svými specifickými funkcemi je však i humánním a estetickým dílem, poskytujícím ozdravný zážitek ze společenské komunikace a meditace s krásným přírodním prostředím.

## Konstrukční řešení
Most, který byl zbudován ze železobetonu v letech 1931 až 1933, nahradil starý dřevěný most spojující město Piešťany s lázeňským ostrovem. Nosnou konstrukci mostu se sedmi poli 3 × 20 + 28 + 3 × 20 m s celkovou délkou 148 m tvoří třípólový spojité nosníky s konzolami vyloženými do středního pole s vloženým 20m polem. Ve středním 28m poli je plavební Gabar na budoucí plavbu s plavební výškou 5,5 m. Zastřešená část vozovky vyhrazená pro chodce je oddělena od dopravního pasu prosklenou stěnou s několika kiosky na koncích mostu. Dva pilíře středního pole se zakládaly na studnách, čtyři vnitřní na pilotové roštu z beraněných železobetonových pilot, nábřežní opory plošně. Architekt na dělicí zasklené stěně uplatnil uměleckou výzdobu Martina Benky s lidovými motivy. V dubnu 1945 německá armáda zničila podstatnou část mostu. Zcela zdemolováno bylo střední pole a oba pilíře založené na studnách. Vážně byla porušena zůstala cela nástavba přístřešku a zasklená dělicí stěna. Most byl obnoven podle původního projektu a v současnosti už má jen funkci kolonádové pěší zóny areálu lázní. I když byl investorem zadán s požadavkem, že má plnit i funkci kolonády, obecně se uznává, že originální dílo z toho vytvořil především architekt. Proto se i E. Bellušovi přiznává autorství celého díla.

## Umělecká stránka

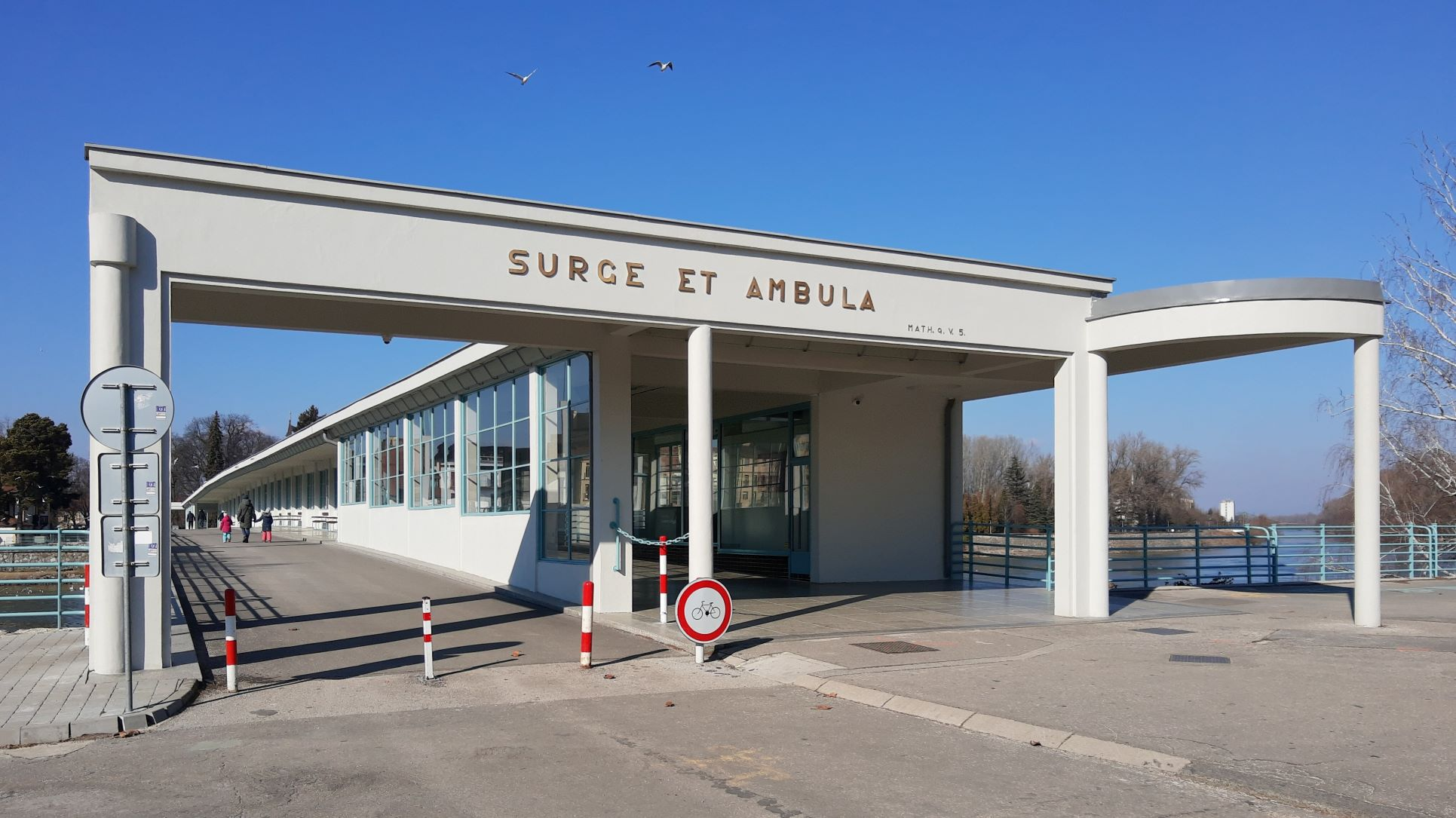
Východní průčelí

Kolonádní most se zrodil na objednávku tehdejšího majitele piešťanských lázní Wintera, aby Belluš navrhl atypický most přes Váh na Kúpeľný ostrov, jako promenádu pro hosty lázeňského města. Při vstupu na most je známá socha berlolámače od R. Kuhmayera. Akademický malíř Martin Benka vytvořil dva návrhy slovenských postav, vyleptaných do skla, aby nebyla snížena průhlednost promenády mostu.

## Urbanistické řešení
Zajímavostí mostu je mimo jiné i poloha. Bellušova logika se odvíjí nikoliv od města (zřejmě by klasičtí urbanisté přišli na polohu v prodloužení Winterovy ulice - dnešní pěší zóny), ale vychází z lázeňského ostrova, když navazuje na kompoziční osu starých lázní a zapojuje předpolí tehdy hlavních lázeňských objektů (Irma). Na druhé straně most ústí na začátku lázeňského parku v rozhraní s městem, Vznikl tedy hlavně pro potřeby lázeňských hostů, což se projevilo i v jeho "obytné" architektuře (původně byl kombinován i s automobilovou dopravou).

## Lepty do skla
V roce dokončení byli na mostě umístěny vyleptané nápisy „PIESNE DETVY“ a „NA SALAŠI“ dle návrhu akademického malíře Martina Benky, které byly do skla vyleptány v pražské rytecké umělecké škole. Práce zachránil před zkázou v roce 1945 technický vedoucí lázní Filip Hanic v ohrožení vlastního života. Zpětně byly instalovány při rekonstrukci mostu v roce 1956. Dnes jsou z důvodu ohrožení vandalismem osazeny jejich kopie.

## Socha berlolámače

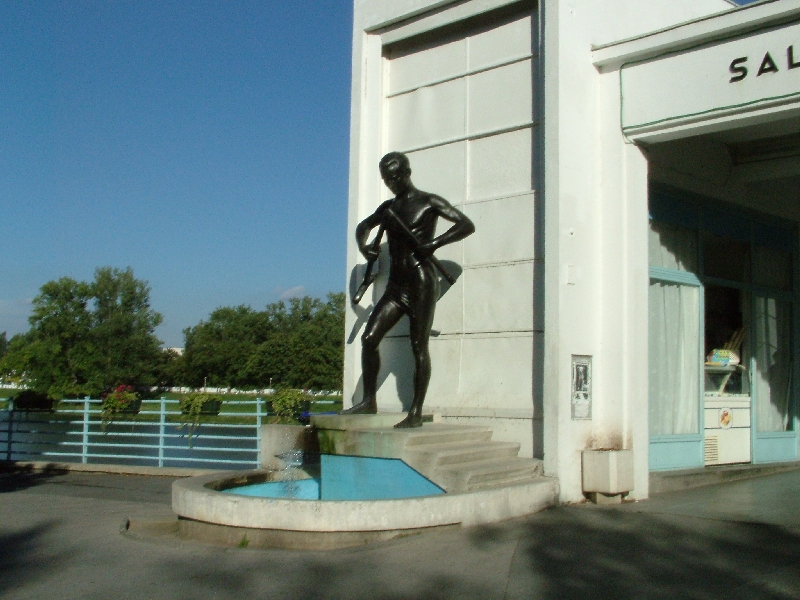
Socha berlolámače.

V roce 1933 byla osazena na mostě socha berlolámače podle návrhu Roberta Kühmayera. Odlitá je z bronzu u firmy Barták Praha.

## Nápisy
Nápisy na průčelích navrhl tehdejší archivář Zemského úřadu v Bratislavě historik Daniel Rapant. Ze strany od města je to SALUBERRIMAE PISTINIENSIS THERMAE (Nejuzdravující piešťanské lázně), jde o název latinské básně z roku 1642 napsané Adamem Trajanem. Ze strany ostrova je to SURGE ET AMBULA (Vstaň a jdi), pochází z evangelia podle Matouše (Matouš 9, šestý verš), v němž Ježíš uzdravuje ochrnutého. Symbolizuje uzdravující sílu lázní.

## Zničení mostu
2. dubna roce 1945 o 7 hodině ranní most zničila ustupující německá vojska, opraven byl o 11 let později v roce 1956.

## Turistika
Most je výchozím bodem žluté turistické značené trasy 8123, modrých 2417, 2442 a zelené 5135.